# Всеукраинский референдум (2000)
Всеукраинский референдум 16 апреля 2000 — референдум на Украине по поводу реформирования системы государственного управления. Один из двух на сегодняшний день всеукраинских референдумов.
Верховная Рада проигнорировала результаты референдума, поправки в Конституцию фактически внесены не были.

## Предпосылки
Референдум был инициирован президентом Кучмой и организован Центральной избирательной комиссией.

## Вопросы
На референдум было вынесено четыре вопроса:

1. Поддерживаете ли вы предложения о дополнении статьи 90 Конституции Украины новой третьей частью следующего содержания:
«Президент Украины может также досрочно прекратить полномочия Верховной Рады Украины, если Верховная Рада Украины в течение одного месяца не смогла сформировать постоянно действующего парламентского большинства или в случае неутверждения ею на протяжении трех месяцев подготовленного и поданного в установленном порядке Кабинетом министров Украины государственного бюджета Украины», которая бы устанавливала дополнительные основания для роспуска президентом Украины Верховной Рады Украины, и соответствующее дополнение пункта 8 части первой статьи 106 Конституции Украины словами: «И в других случаях, предусмотренных Конституцией Украины»?
2. Согласны ли вы с необходимостью ограничения депутатской неприкосновенности народных депутатов Украины и изъятием в связи с этим части третьей статьи 80 Конституции Украины: «Народные депутаты Украины не могут быть без согласия Верховной Рады Украины привлечены к уголовной ответственности, задержаны или арестованы»?
3. Согласны ли вы с уменьшением общего количества народных депутатов Украины с 450 до 300 и связанной с этим заменой в части первой статьи 76 Конституции Украины слов «четыреста пятьдесят» на слово «триста», а также с внесением соответствующих изменений в избирательное законодательство?
4. Поддерживаете ли вы необходимость формирования двухпалатного парламента на Украине, одна из палат которого представляла бы интересы регионов Украины и способствовала бы их реализации, и внесение соответствующих изменений в Конституцию Украины и избирательное законодательство?
Оригинальный текст (укр.)
1. Чи підтримуєте Ви пропозиції про доповнення статті 90 Конституції України новою третьою частиною такого змісту: «Президент України може також достроково припинити повноваження Верховної Ради України, якщо Верховна Рада України протягом одного місяця не змогла сформувати постійно діючу парламентську більшість або у разі незатвердження нею протягом трьох місяців підготовленого і поданого в установленому порядку Кабінетом Міністрів України Державного бюджету України», яка б установлювала додаткові підстави для розпуску Президентом України Верховної Ради України, та відповідне доповнення пункту 8 частини першої статті 106 Конституції України словами: «та в інших випадках, передбачених Конституцією України»?
2. Чи згодні Ви з необхідністю обмеження депутатської недоторканності народних депутатів України і вилученням у зв'язку з цим частини третьої статті 80 Конституції України: «Народні депутати України не можуть бути без згоди Верховної Ради України притягнені до кримінальної відповідальності, затримані чи заарештовані»?
3. Чи згодні Ви із зменшенням загальної кількості народних депутатів України з 450 до 300 і пов'язаною з цим заміною у частині першій статті 76 Конституції України слів «чотириста п'ятдесят» на слово «триста»', а також внесенням відповідних змін до виборчого законодавства?

4. Чи підтримуєте Ви необхідність формування двопалатного парламенту в Україні, одна з палат якого представляла б інтереси регіонів України і сприяла б їх реалізації, та внесення відповідних змін до Конституції України і виборчого законодавства?

## Результаты
| Вопросы | Голосов «за» | % голосов «за» | Голосов «против» | % голосов «против» | Недействи-тельных бюллетеней | % недействи-тельных бюллетеней |
| --- | ------------ | -------------- | ---------------- | ------------------ | ---------------------------- | ------------------------------ |
| Поддерживаете ли вы предложения о дополнении статьи 90 Конституции Украины новой третьей частью следующего содержания: «Президент Украины может также досрочно прекратить полномочия Верховной Рады Украины, если Верховная Рада Украины в течение одного месяца не смогла сформировать постоянно действующего парламентского большинства или в случае неутверждения ею на протяжении трех месяцев подготовленного и поданного в установленном порядке Кабинетом министров Украины государственного бюджета Украины», которая бы устанавливала дополнительные основания для роспуска президентом Украины Верховной Рады Украины, и соответствующее дополнение пункта 8 части первой статьи 106 Конституции Украины словами: «И в других случаях, предусмотренных Конституцией Украины»? | 25 177 984   | 84,69 %        | 4 126 394        | 13,88 %            | 393 669                      | 1,32 %                         |
| Согласны ли вы с необходимостью ограничения депутатской неприкосновенности народных депутатов Украины и изъятием в связи с этим части третьей статьи 80 Конституции Украины: «Народные депутаты Украины не могут быть без согласия Верховной Рады Украины привлечены к уголовной ответственности, задержаны или арестованы»? | 26 461 382   | 89,00 %        | 2 862 560        | 9,62 %             | 370 763                      | 1,24 %                         |
| Согласны ли вы с уменьшением общего количества народных депутатов Украины с 450 до 300 и связанной с этим заменой в части первой статьи 76 Конституции Украины слов «четыреста пятьдесят» на слово «триста», а также с внесением соответствующих изменений в избирательное законодательство? | 26 730 432   | 89,91 %        | 2 597 915        | 8,73 %             | 366 514                      | 1,23 %                         |
| Поддерживаете ли вы необходимость формирования двухпалатного парламента на Украине, одна из палат которого представляла бы интересы регионов Украины и способствовала бы их реализации, и внесение соответствующих изменений в Конституцию Украины и избирательное законодательство? | 24 284 220   | 81,68 %        | 4 994 336        | 16,79 %            | 416 824                      | 1,4 %                          |

## Игнорирование результатов референдума Верховной Радой
Избиратели дали утвердительный ответ на все четыре поставленных вопроса, однако соответствующие изменения в законодательство так и не были внесены Верховной Радой, что являлось игнорированием властью страны волеизъявления населения. В 2000 году президент Кучма утверждал, что Верховная Рада обязана принять результаты данного народного голосования, в то время как министр юстиции Станик утверждала, что наоборот, не обязана, а эти  результаты должны быть утверждены или не утверждены ею. На неясность этого положения в Конституции Украины обратила внимание и Венецианская комиссия.
Конституционный Суд в своём решении № 6-рп/2008 от 16 апреля 2008 года подтвердил обязательность утверждения Верховной Радой вынесенных на референдум законов, в том числе и Конституции (пункт 5).